# Corynura corinogaster
Corynura corinogaster är en biart som först beskrevs av Maximilian Spinola 1851.  Corynura corinogaster ingår i släktet Corynura och familjen vägbin. Inga underarter finns listade i Catalogue of Life.